# Hurtnica podobna
Hurtnica podobna (Lasius alienus) – gatunek mrówki z podrodziny Formicinae.

## Rozmieszczenie i środowisko
Gatunek południowopalearktyczny, zasiedla środowiska suche – zbiorowiska trawiaste, nasłonecznione brzegi lasów i rzadkie, ciepłe lasy, zwłaszcza dąbrowy. Prawdopodobnie występuje w całej Polsce, ale jest niezbyt częsty. W górach sięga dolnej granicy regla dolnego.

## Charakterystyka
Długość ciała robotnic 3,0–4,2 mm; ciało brązowoczarne. Jest to niewielka leśna mrówka bardzo podobna do hurtnicy pospolitej. Głównym pokarmem jest spadź mszyc. Mrówki ściśle trofobiotyczne związane z mszycami z wszystkich warstw roślinności – od korzeni po korony drzew. Kolonie monoginiczne. Lot godowy w lipcu i sierpniu.

## Gniazda
Buduje gniazda pod gałęziami, próchniejącymi konarami, kamieniami na skraju lasu. Gniazduje też w glebie, czasem z małymi kopczykami ziemnymi. Może tworzyć bardzo liczne lokalne populacje.

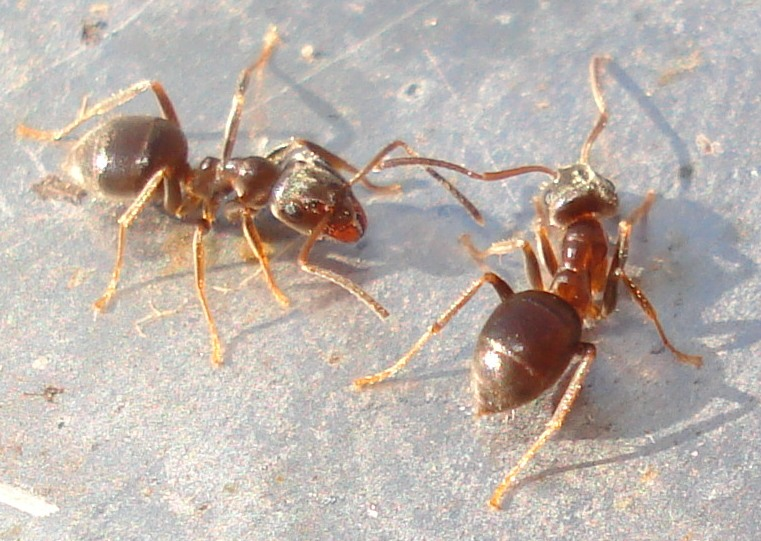
Robotnice